# Horizon (Zeitschrift)
Horizon: A Review of Literature and Art (deutsch: Horizont: Eine Zeitschrift für Literatur und Kunst) war eine britische Monatszeitschrift, die von 1940 bis 1950 erschien.
Der englische Schriftsteller und Literaturkritiker Cyril Connolly gab sie in London gemeinsam mit Peter Watson heraus. Connolly verantwortete den literarischen Teil, Watson finanzierte das Projekt und bestimmte den Kunstteil. Im Anfangsjahr arbeitete auch Stephen Spender als Herausgeber mit.
Horizon erschien zum ersten Mal unmittelbar nach Beginn des Zweiten Weltkriegs. Trotz der geringen Auflage von unter 10.000 Exemplaren hatte die Zeitschrift dank ihrer namhaften Autoren großen Einfluss auf das Geistesleben der angelsächsischen Welt. Spezielle Ausgaben waren den Ländern Irland (1941), Schweiz (1946) und den Vereinigten Staaten (1947) gewidmet.

## Autoren
Folgende bekannte Autoren und Künstler waren in Horizon vertreten:
- W. H. Auden
- Cecil Beaton
- John Betjeman
- Paul Bowles
- John Craxton
- Lawrence Durrell
- T. S. Eliot
- William Empson
- Ian Fleming
- Lucian Freud
- David Gascoyne
- Graham Greene
- Barbara Hepworth
- Christopher Isherwood
- Randall Jarrell
- Augustus John
- Anna Kavan
- Paul Klee
- Arthur Koestler
- Alun Lewis
- Julian MacLaren-Ross
- Louis MacNeice
- Olivia Manning
- André Masson
- Henry Miller
- Henry Moore
- Alan Moorehead
- Paul Nash
- Ben Nicholson
- George Orwell
- Bertrand Russell
- Vita Sackville-West
- Stephen Spender
- Wallace Stevens
- Graham Sutherland
- Dylan Thomas
- Evelyn Waugh
- Denton Welch
- Eudora Welty
- Patrick White
- Virginia Woolf

## Referenzen
In Evelyn Waughs Kriegsroman Unconditional Surrender wird Herausgeber Connolly in der Figur des Everard Spruce parodiert. Im Roman heißt die Zeitschrift Survival.

## Ausgaben
- Horizon in Jahrgangsbänden bei Google Books
- Einzelausgaben online bei unz.org